# Tillandsia krukoffiana
Tillandsia krukoffiana är en gräsväxtart som beskrevs av Lyman Bradford Smith. Tillandsia krukoffiana ingår i släktet Tillandsia och familjen Bromeliaceae.

## Underarter
Arten delas in i följande underarter:
- T. k. krukoffiana
- T. k. piepenbringii

## Bildgalleri

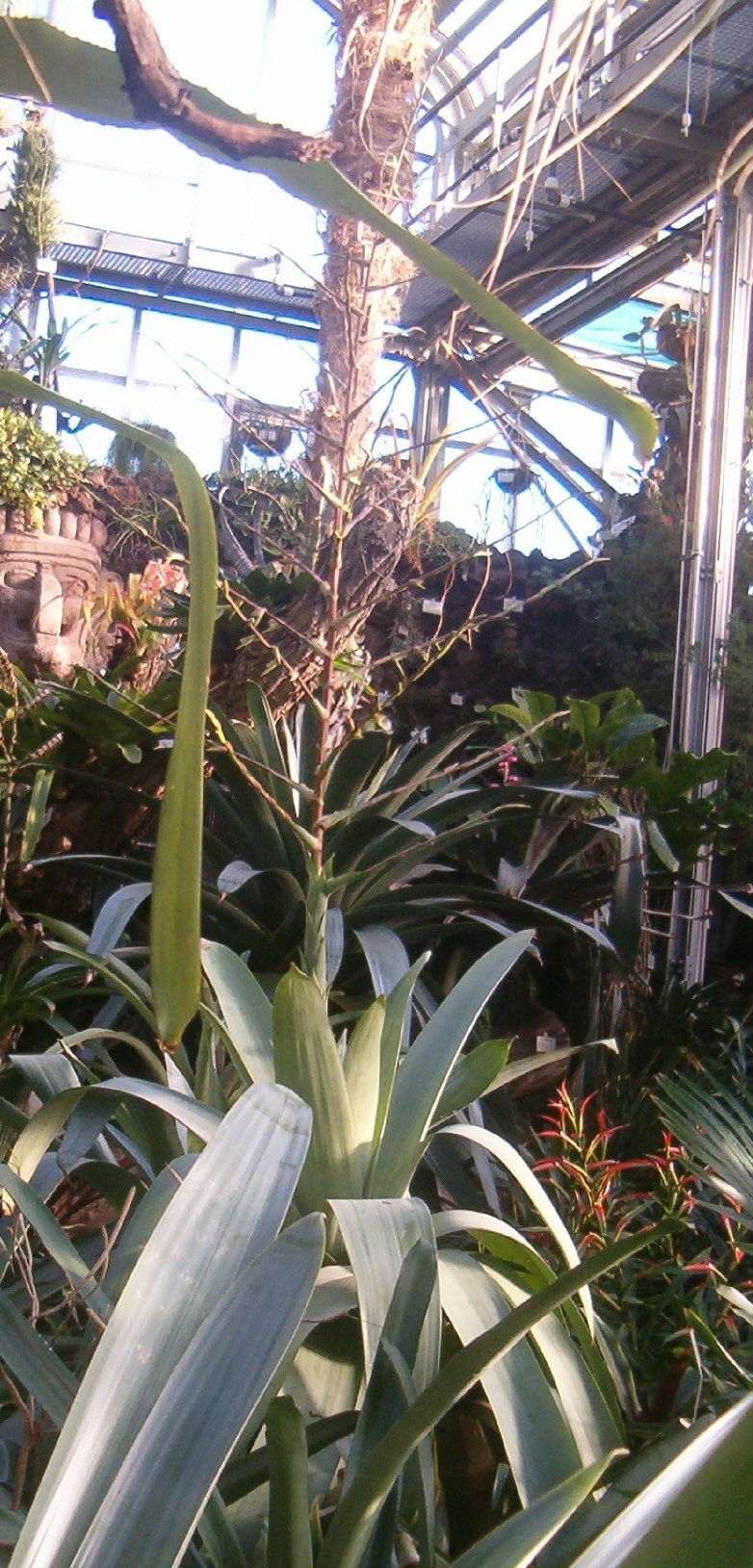
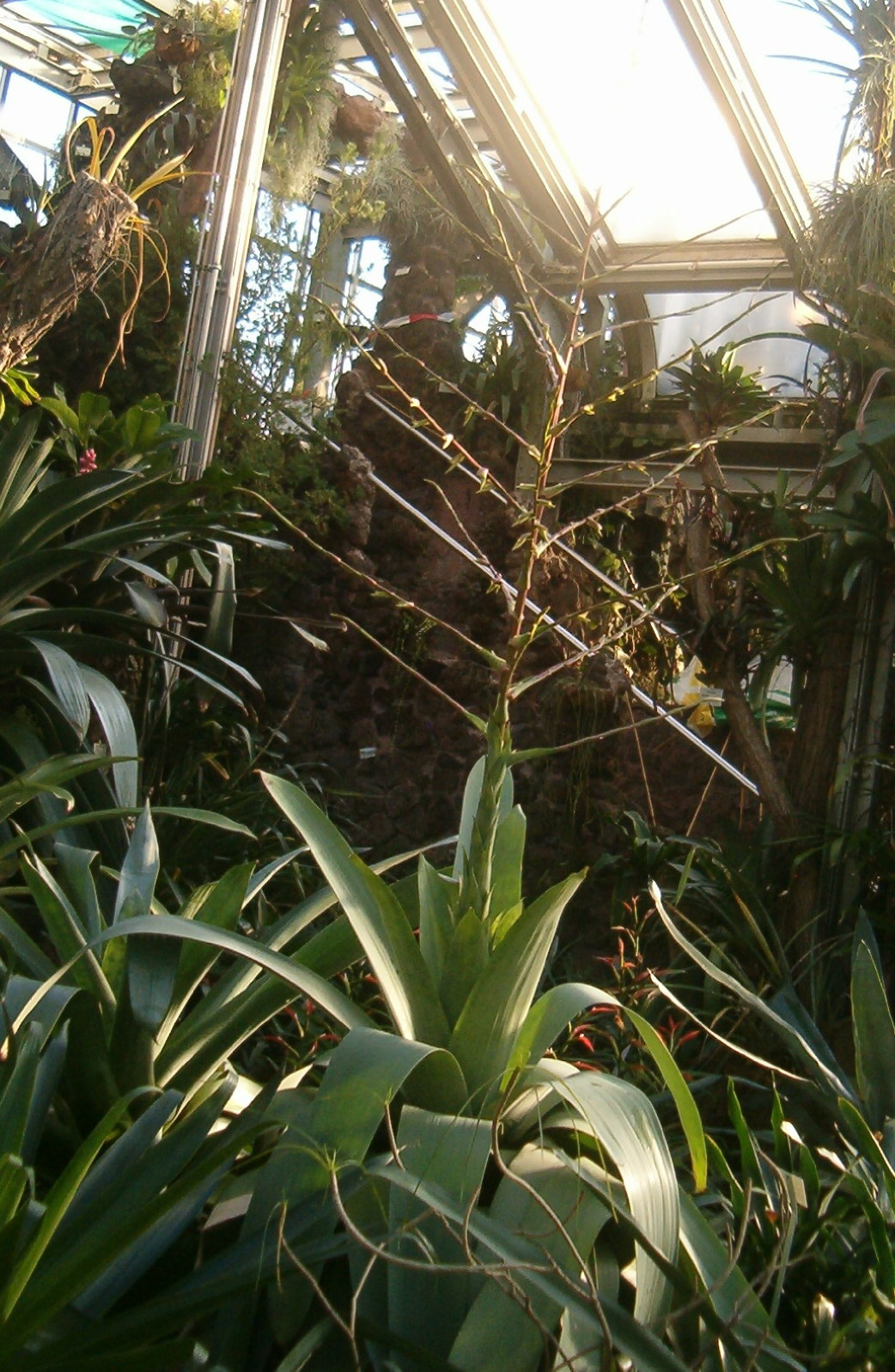
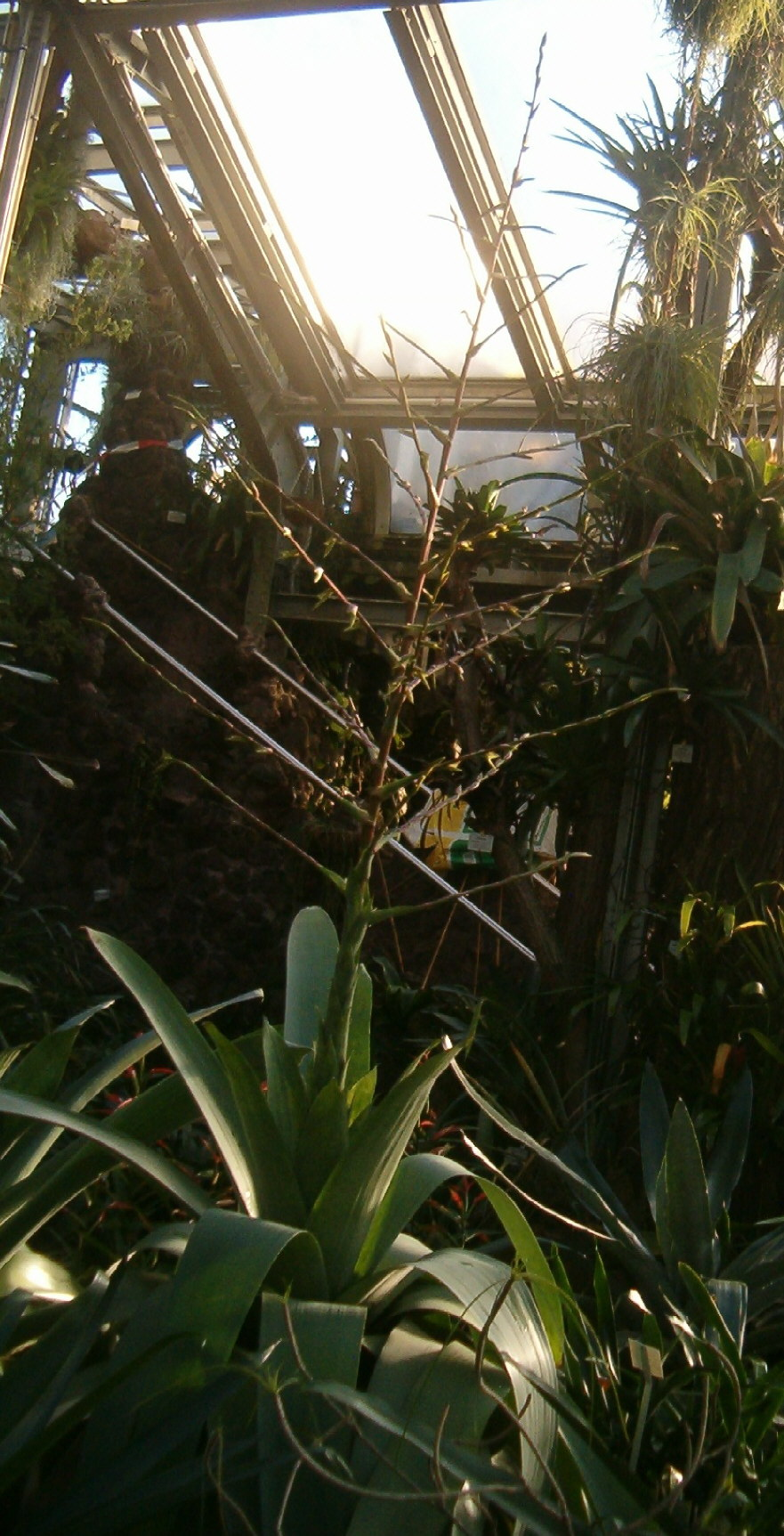
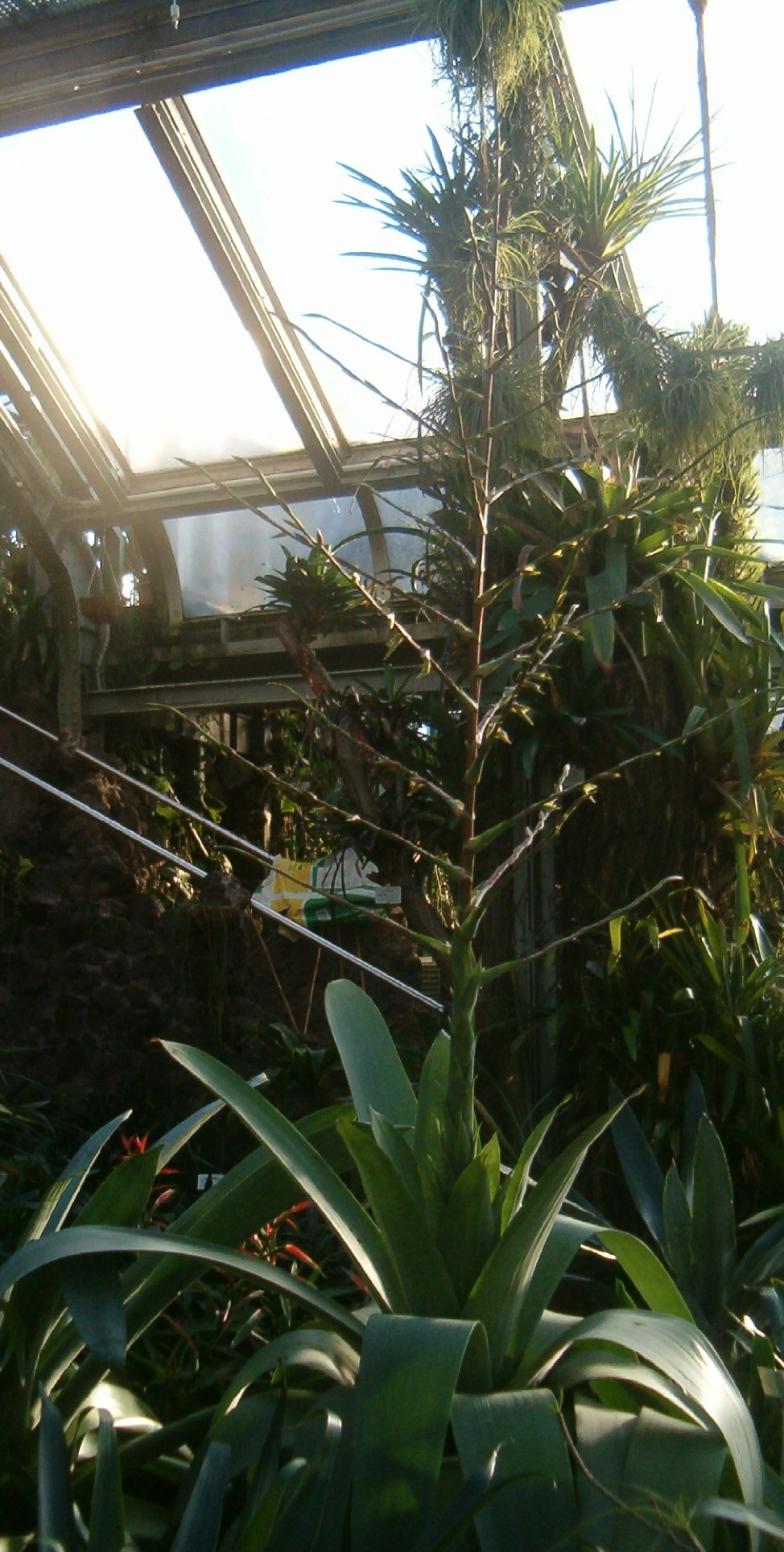